# Ricardo Pallares
Ricardo Pallares (Montevideo, 30 de octubre de 1941) es un docente, conferencista, periodista cultural, poeta y ensayista, miembro de la Academia Nacional de Letras del Uruguay.  Fue docente honorario entre 1970 y 1973 de la Cátedra de Literatura Uruguaya (UDELAR) a cargo de Roberto Ibáñez. 

## Trayectoria
Accedió a la docencia de Literatura en Enseñanza Secundaria en 1965, por concurso de oposición y méritos. En dicho organismo tuvo una larga trayectoria siempre a través del concurso. Fue Director de liceo e Inspector efectivo de Institutos y Liceos, e Inspector efectivo de Literatura.
En 1978 ingresó a la docencia en Formación Docente, en la especialidad Literatura, mediante llamados a aspiración por méritos en el Instituto de Filosofía Ciencias y Letras, luego Universidad Católica. Fue docente de Didáctica Especial de la Literatura en el Instituto de Profesores Artigas (1986-1997) y Coordinador Asesor en la actividad privada.
En la década de 1970 difundió el estructuralismo y la semiótica en el campo de los estudios literarios, valiéndose de nuevos enfoques críticos. Ensayos suyos aparecieron y siguen publicándose en numerosos diarios, revistas literarias y pedagógicas uruguayas y extranjeras. Fue columnista cultural en el semanario Jaque. Prologó libros de autores y de poetas actuales, colaboró en el Diccionario de la Literatura Uruguaya (Editorial Arca, 1987), en las últimas antologías editadas por el Instituto del Libro y en otros colectivos del Ministerio de Educación y Cultura (MEC).
En el marco de la actividad académica fue integrante de Consejos de Orientación Educativa de los establecimientos donde actuó, miembro de numerosos tribunales de concurso para la provisión de cargos de docencia directa e indirecta, dirección, servicios especiales e inspección, de comisiones ad-hoc, gestor de intervenciones pedagógicas, colaborador del Departamento de Educación a Distancia, y presidente de la Sala de Inspectores de Educación Secundaria por dos períodos (1992 a 1996).
Fue Coordinador-Asesor en el Área de Lengua y Literatura en el Instituto Crandon de Montevideo. 1997- 2008. Es miembro de la Casa de los Escritores del Uruguay, de la que ha sido directivo entre los años 2010 y 2012.
Ha dictado cursos, cursillos, conferencias, presentaciones de libros sobre temas literarios así como de perfeccionamiento docente y pedagógico en la Facultad de Humanidades, el IPA, el Instituto de Filosofía y Letras, el Colegio Nacional José Pedro Varela, el Instituto Crandon, la Fundación Vivian Trías, el Liceo Francés y en Liceos Departamentales de Salto, Canelones, Florida, San José, Durazno, Trinidad, Cerro Largo, e Institutos de Formación Docente de Rivera, Salto y Cerro Largo.
Es Miembro de Número de la Academia Nacional de Letras desde 2000 en la que ha sido director del Departamento de Lengua y Literatura, integrante de la Comisión de Publicaciones y colaborador asiduo de la Revista de la Academia en la que publica estudios sobre poetas y escritores uruguayos.
Ricardo Pallares fue galardonado con el Premio Legión del Libro otorgado por la Cámara Uruguaya del Libro.

## Obras publicadas
- Hernández y las lámparas que nadie encendió, I.F.Cs. y L. Montevideo. 1981.
- ¿Otro Felisberto? (en colaboración con Reina Reyes) Casa del Autor. Montevideo, 1983;
- ¿Otro Felisberto? 2ª edición Ediciones de la Banda Oriental. Montevideo, 1994.
- Fundamentos de la disciplina en el aula media, ANEP. Montevideo. 1987.
- La función humanizadora de la palabra. Impregraf, Montevideo. 1987.
- Tres mundos en la lírica uruguaya actual.(Jorge Arbeleche, Washington Benavides, Marosa di Giorgio). Ediciones de la Banda Oriental. Montevideo, 1992.
- Propuesta para una metodología de la Literatura. ANEP. Montevideo, 1992.
- Reforma educativa. Análisis crítico y  propuestas. Ediciones de la Banda Oriental. Montevideo, 1998.
- Narradores y poetas contemporáneos. Aldebarán, (Mención Honorífica en el Concurso Anual del MEC) Montevideo, 2000.
- Literatura y futuro, Fundación Vivian Trías, Cuaderno No. 9. Montevideo, 2001.
- Conversación, Revista de reflexión y práctica educativa (Redactor Responsable y articulista 2002-2005). Editorial Arcano. Montevideo.
- El lugar del vuelo, Editorial El caballo perdido, (2o.Premio Inéditos, MEC 2001). Montevideo, 2002.
- Razón de olvido, (poesía) Ediciones la Gotera. Montevideo, 2003.
- Laicidad a dos voces. Fundación Vivian Trías, Cuaderno No. 11 (en colaboración con Juan Pedro Bertrán). Montevideo, 2003.
- Infoletras 1.1 (Proyecto y coordinación de ejecución), Software con programa educativo para Idioma Español, para uso en el Ciclo Básico de Secundaria. 2002
- Infoletras 1.1 2ª edición, 2005
- Ceniza del mar. (poesía) CoRelato Editoras. Montevideo, 2007.
- La educación pública en reforma. Coordinador. Ediciones de la Banda Oriental, Montevideo, 2009.
- Muestra de la poesía uruguaya actual. En colaboración con Jorge Arbeleche. Edición de Academia Nacional de Letras e Instituto Crandon. Montevideo, 2009.
- Amante geología. (poesía) Ediciones Botella al mar. Montevideo, 2010 (Finalista del premio Bartolomé Hidalgo).
- Letras de proximidad. (Ensayos sobre poesía uruguaya contemporánea) Ediciones Botella al mar. Montevideo, 2011.
- Nota preliminar. (Carina Blixen Coordinadora). Prosas Herrerianas. Homenaje a Julio Herrera y Reissig . Biblioteca Nacional. Ediciones de la Banda Oriental.  Montevideo, 2011.